# Finn Christensen (politiker)
 For alternative betydninger, se Finn Christensen. (Se også artikler, som begynder med Finn Christensen)
Finn Arne Christensen (født 14. februar 1932 i København, død 21. februar 1977) var en dansk socialdemokratisk politiker. Han var medlem af Folketinget fra 1968 til 1973 og blandt de første 10 danske medlemmer af Europa-Parlamentet i 1973.
Christensen var søn af maskinarbejder Hans Alf Christensen. Han blev født i København i 1932 og tog realeksamen fra Grøndalsvængets Skole i 1948. Han stod i lære som maskinarbejder 1949-1953 og fortsatte i faget da han var udlært frem til 1958. Han havde haft et ophold på Holly Royde College i England i 1957 og havde været elev på Roskilde Højskole 1955-1956, og var lærer på højskolen 1958-1960.
Christensen var sekretær ved OECD i Paris 1960-62, sekretær ved Arbejdernes Oplysnings Forbund 1962-63 og sekretær ved Internationalt Metalarbejderforbund i Indien 1963-64, før han i 1964 blev rejsesekretær i Socialdemokratiet.
I 1967 blev han opstillet til Folketinget i Assenskredsen og i 1970 i Middelfartkredsen. Han var medlem af Folketinget fra 23. januar 1968 til 4. december 1973 og medlem af Europa-Parlamentet fra 1. januar til 18. december 1973. Han var desuden medlem af Roskilde Amtsråd fra 1970.